# 中央交通 (沖縄県)
中央交通株式会社（ちゅうおうこうつう）は、沖縄県豊見城市に本社を置く日本のバス事業者。埼玉県川口市に本社を置く中央交通株式会社の子会社である。

## 沿革
- 2008年
  - 7月 - 株式会社はいさい観光と株式譲渡契約を締結。
  - 10月 - 会社設立。
- 2009年4月 - 宮古島営業所を開設。
- 2019年4月 - 一般乗合旅客自動車運送事業認可。みやこ下地島空港エアポートライナーを運行開始。
- 2020年10月 - 宮古島ループバスを運行開始。

## 営業所
- 沖縄本社
  - 沖縄県豊見城市伊良波157-1 みどりマンション 1-F
- 宮古島営業所
  - 沖縄県宮古島市平良東仲宗根892-4

## 路線
- みやこ下地島エアポートライナー
  - みやこ下地島空港 - 平良港(マティダ市民劇場前) - 公設市場前 - 北小前 - 宮古空港 - 宮古島東急ホテル＆リゾーツ - シギラセブンマイルズリゾート(サンタモニカ前)
    - 毎日3往復の設定。この他、特定日に1往復臨時運行される。
- 宮古島ループバス
  - 北小前 - 市場通り - マティダ市民劇場前 - 島の駅みやこ - イオンタウン南店 - 市役所前 - 宮古空港 - サンエー宮古島シティー - 宮古島東急ホテル＆リゾーツ - 来間 - ホットクロスポイントサンタモニカ前 - 宮古製糖・多良川酒造前 - 保良川ビーチ・海宝館前 - オーシャンズリゾート（ - 吉野海岸[2]）
    - 宮古協栄バス、八千代バスと共同運行しており、2022年冬ダイヤでは各社合わせて13便(区間便を含む)が運行されている[3]。
    - 観光客の2次交通不足や、タクシー、レンタカー不足などの課題解消のため、宮古島市からの委託により2020年から実証運行が行われており[4]、2022年度は8月10日から翌2月28日まで運行されている[5]。2022年度夏季の1日あたりの利用者は325人であった[6]。
    - 2021年度夏期には、NECの提供により、マスクをした状態での顔認証による乗車システムが導入された[7]。
    - 2025年度以降の民間負担のみでの運行（自走化）を目指している[8]が、過年度での運行が行われていない現状から、観光協会加盟団体からは自走化の繰り上げが求められている[9][10]。

## 車両
主に日野自動車製と三菱ふそう製の車両を保有している。
日野・セレガ、三菱ふそう・エアロスターなどが在籍する。中古車両では神奈川中央交通からの移籍車もある。